# Canal del Roure (Coma d'Orient)
La Canal del Roure és una canal del terme municipal de Conca de Dalt, a l'antic terme d'Hortoneda de la Conca, al Pallars Jussà, en territori que havia estat de l'antiga caseria dels Masos de la Coma.
Està situat al nord-est dels Masos de la Coma, al nord del Solà de la Coma d'Orient i a llevant de l'Obaga de Pedra Ficada.